# GG Bern
Die Gymnastische Gesellschaft Bern (GGB) wurde am 11. April 1910 durch den Turnlehrer Jakob Steinemann, zusammen mit ehemaligen Schülern, gegründet.
Die GGB war lange ein polysportiver Verein mit Sektionen im Skilauf, Handball und Eishockey.

## Leichtathletik
Willy Schaerer wurde 1924 Zweiter bei den Olympischen Spielen in Paris über 1500 Meter.
Anita Weyermann wurde bei den Weltmeisterschaften 1997 in Athen Dritte über 1500 Meter.

## Handball
Die Handballabteilung der GGB wurde 1933 gegründet. Die Handballer gewannen im Feldhandball von 1941 bis 1943 die Schweizer Meisterschaft. 1943 und 1973 wurden sie Feldhandballcupsieger. 1971 wurde die GGB Schweizer Meister im Kleinfeldhandball und 1973 Cupsieger. 1972 und 1974 stieg die GGB für jeweils ein Jahr in die Nationalliga A auf.
1994 stieg die GGB wieder in die Nationalliga B auf.
Am 3. Dezember 1999 fusionierte die GGB mit dem HBC Muri-Gümligen.